# Seznam ministrů zahraničních věcí Argentiny

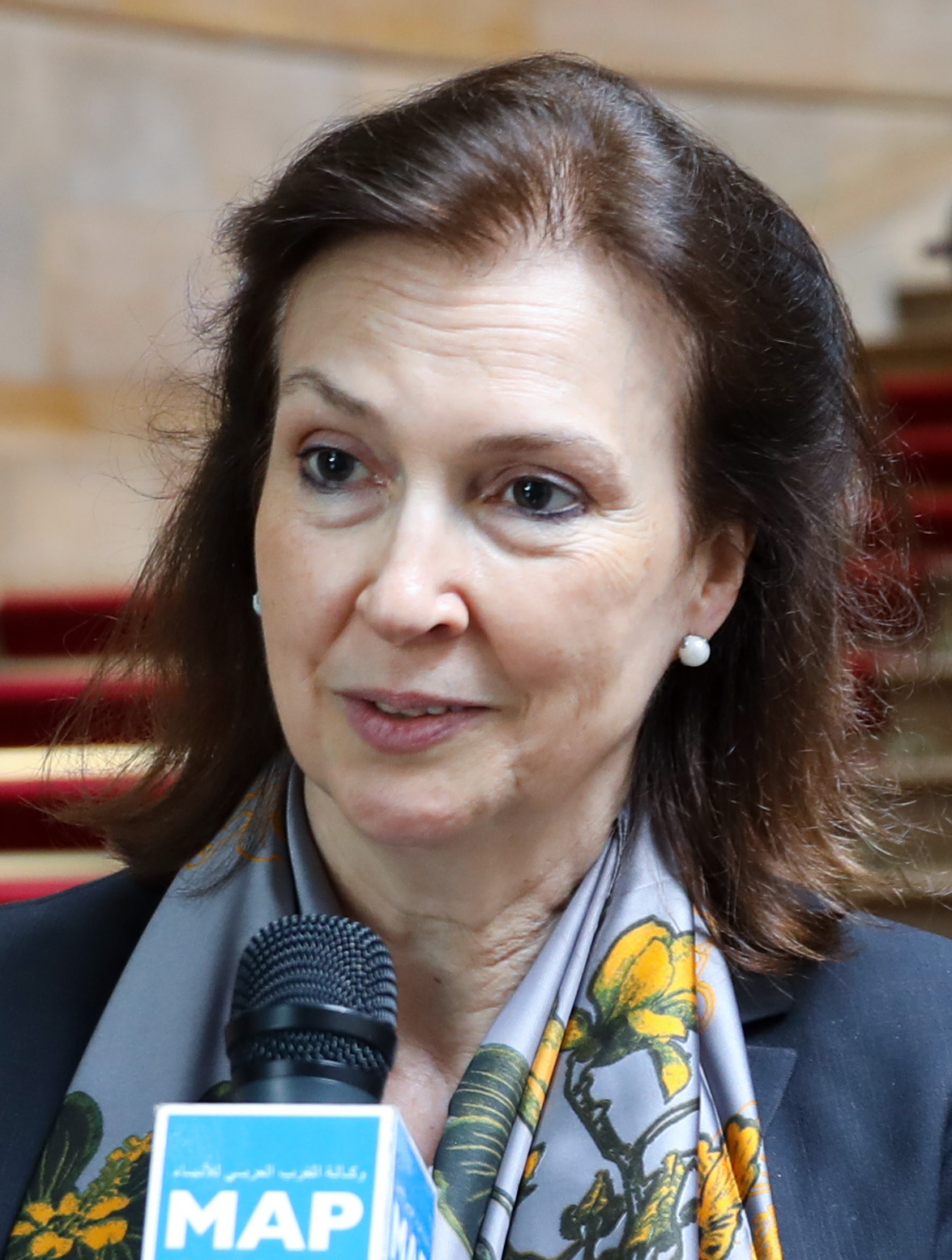
Diana Mondino

Toto je seznam argentinských Cancillerů (ministrů zahraničních věcí) od roku 1822.

## Seznam
| Ministr                           | Počátek            | Konec              |
| --------------------------------- | ------------------ | ------------------ |
| Bernardino Rivadavia              | 5. února 1822      | 24. května 1824    |
| Manuel José García                | 24. května 1824    | 10. února 1826     |
| Francisco De la Cruz              | 10. února 1826     | 7. července 1826   |
| Manuel Dorrego                    | 7. července 1826   | 13. srpna 1827     |
| Juan Ramón Balcarce               | 13. srpna 1827     | 10. července 1828  |
| José Rondeau (prozatímní)         | 10. července 1828  | 8. října 1828      |
| Tomás Guido                       | 8. října 1828      | 3. prosince 1828   |
| José Miguel Díaz Velez            | 3. prosince 1828   | 4. května 1829     |
| Salvador María del Carril         | 4. května 1829     | 7. srpna 1829      |
| Tomás Guido                       | 7. srpna 1829      | 3. března 1830     |
| Tomás Anchorena (prozatímní)      | 3. března 1830     | 3. ledna 1832      |
| Vidente López                     | 6. března 1832     | 13. června 1832    |
| Manuel V. de Maza (prozatímní)    | 13. června 1832    | 6. srpna 1833      |
| Manuel José García                | 6. srpna 1833      | 6. listopadu 1833  |
| Tomás Guido                       | 6. listopadu 1833  | 30. dubna 1835     |
| Felipe Arana                      | 30. dubna 1835     | 6. dubna 1852      |
| Luis José De la Peña              | 6. dubna 1852      | 7. dubna 1852      |
| Vicente López (prozatímní)        | 7. dubna 1852      | 22. června 1852    |
| Luis José De la Peña              | 22. června 1852    | 3. února 1853      |
| José Miguel Galan (prozatímní)    | 3. února 1853      | 26. února 1853     |
| Luis José De la Peña              | 26. února 1853     | 29. srpna 1853     |
| Facundo Zubiría                   | 29. srpna 1853     | 7. března 1854     |
| Juan María Gutiérrez              | 7. března 1854     | 1. srpna 1856      |
| Bernabé López (prozatímní)        | 1. srpna 1856      | 30. září 1858      |
| Luis José De la Peña              | 30. září 1858      | 30. září 1858      |
| Juan Francisco Segui (prozatímní) | 30. září 1858      | 1. března 1859     |
| Luis José De la Peña              | 1. března 1859     | 2. dubna 1859      |
| Pedro Lucas Funes (prozatímní)    | 2. dubna 1859      | 18. dubna 1859     |
| Santiago Derqui (prozatímní)      | 18. dubna 1859     | 9. května 1859     |
| Elías Bedoya (prozatímní)         | 9. května 1859     | 22. června 1859    |
| Baldomero García (prozatímní)     | 3. srpna 1859      | 7. listopadu 1859  |
| Luis José De la Peña              | 7. listopadu 1859  | 5. března 1860     |
| Emilio de Alvear                  | 5. března 1860     | 8. prosince 1860   |
| Francisco Pico                    | 14. prosince 1860  | 4. února 1861      |
| Nicanor Molinas (prozatímní)      | 6. února 1861      | 3. června 1861     |
| José S. Olmos (prozatímní)        | 3. června 1861     | 6. srpna 1861      |
| Nicanor Molinas                   | 6. srpna 1861      | 12. prosince 1861  |
| Eduardo Costa                     | 12. dubna 1862     | 13. října 1862     |
| Rufino de Elizalde                | 15. října 1862     | 6. září 1867       |
| Marcelino Ugarte                  | 6. září 1867       | 25. ledna 1868     |
| Rufino de Elizalde                | 25. ledna 1868     | 12. října 1868     |
| Mariano Varela                    | 12. října 1868     | 17. srpna 1870     |
| Carlos Tejedor                    | 17. srpna 1870     | 12. října 1874     |
| Félix Frías                       | 12. října 1874     | 12. října 1874     |
| Pedro A. Pardo (prozatímní)       | 12. října 1874     | 2. srpna 1875      |
| Bernardo de Irigoyen              | 2. srpna 1875      | 2. října 1877      |
| Rufino de Elizalde                | 2. října 1877      | 8. května 1878     |
| Manuel A. Montes de Oca           | 8. května 1878     | 6. září 1879       |
| Domingo F. Sarmiento (prozatímní) | 6. října 1879      | 8. října 1879      |
| Lucas González                    | 9. října 1879      | 7. června 1880     |
| Benjamín Zorrilla (prozatímní)    | 7. června 1880     | 12. října 1880     |
| Bernardo de Irigoyen              | 12. října 1880     | 11. února 1882     |
| Victorino De la Plaza             | 11. února 1882     | 25. října 1883     |
| Francisco J. Ortíz                | 25. října 1883     | 12. října 1886     |
| Norberto Quirno Costa             | 12. října 1886     | 14. února 1889     |
| Mariano A. Pelliza                | 14. února 1889     | 25. února 1889     |
| Norberto Quirno Costa             | 25. února 1889     | 10. září 10, 1889  |
| Estanislao S. Zeballos            | 10. září 1889      | 4. dubna 1890      |
| Amancio Alcorta (prozatímní)      | 18. dubna 1890     | 30. června 1890    |
| Roque Saénz Peña                  | 30. června 1890    | 4. srpna 1890      |
| Eduardo Costa                     | 6. srpna 1890      | 21. října 1891     |
| Estanislao S. Zeballos            | 22. října 1891     | 12. října 1892     |
| Tomás S. de Anchorena             | 12. října 1892     | 7. června 1893     |
| Miguel Cané                       | 7. června 1893     | 27. června 1893    |
| Norberto Quirno Costa             | 27. června 1893    | 5. července 1893   |
| Valentín Virasoro                 | 5. července 1893   | 16. prosince 1893  |
| Eduardo Costa                     | 16. prosince 1893  | 10. ledna 1895     |
| Amancio Alcorta                   | 10. ledna 1895     | 7. prosince 1899   |
| Felipe Yofre (prozatímní)         | 7. prosince 1899   | 5. dubna 1900      |
| Amancio Alcorta                   | 5. dubna 1900      | 9. května 1902     |
| Joaquín V. González (prozatímní)  | 9. května 1902     | 11. srpna 1902     |
| Luis María Drago                  | 11. srpna 1902     | 18. července 1903  |
| Joaquín V. González               | 20. července 1903  | 9. září 1903       |
| José A. Terry                     | 9. září 1903       | 12. října 1904     |
| Carlos Rodríguez Larreta          | 12. října 1904     | 15. března 1906    |
| Manuel Srpnao Montes de Oca       | 15. března 1906    | 21. listopadu 1906 |
| Estanislao Zeballos               | 21. listopadu 1906 | 22. června 1908    |
| Victorino de la Plaza             | 22. června 1908    | 9. srpna 1910      |
| Carlos Rodríguez Larreta          | 9. srpna 1910      | 12. října 1910     |
| Epifanio Portela (prozatímní)     | 12. října 1910     | 17. prosince 1910  |
| Ernesto Bosch                     | 17. prosince 1910  | 16. února 1914     |
| José Luis Murature                | 16. února 1914     | 12. října 1916     |
| Carlos A. Becú                    | 12. října 1916     | 2. února 1917      |
| Honorio Pueyrredón                | 2. února 1917      | 8. října 1920      |
| Pablo Torello (prozatímní)        | 8. října 1920      | 15. února 1921     |
| Honorio Pueyrredón                | 15. února 1921     | 12. října 1922     |
| Tomás A. Le Breton (prozatímní)   | 12. října 1922     | 26. prosince 1922  |
| Angel Gallardo                    | 27. prosince 1922  | 5. ledna 1924      |
| Tomás A. Le Breton                | 5. ledna 1924      | 25. ledna 1924     |
| Angel Gallardo                    | 25. ledna 1924     | 4. ledna 1927      |
| Antonio Sagarna (prozatímní)      | 4. ledna 1927      | 31. ledna 1927     |
| Angel Gallardo                    | 31. ledna 1927     | 12. září 1927      |
| Antonio Sagarna (prozatímní)      | 12. září 1927      | 10. února 1928     |
| Angel Gallardo                    | 10. února 1928     | 12. října 1928     |
| Horacio B. Oyhanarte              | 12. října 1928     | 6. září 1930       |
| Ernesto Bosch                     | 7. září 1930       | 9. října 1931      |
| Adolfo Bioy                       | 9. října 1931      | 9. února 1932      |
| Carlos Saavedra Lamas             | 20. února 1932     | 1. října 1933      |
| Leopoldo Melo (prozatímní)        | 1. října 1933      | 21. října 1933     |
| Carlos Saavedra Lamas             | 21. října 1933     | 1. prosince 1933   |
| Leopoldo Melo (prozatímní)        | 10. prosince 1933  | 28. prosince 1933  |
| Carlos Saavedra Lamas             | 28. prosince 1933  | 28. srpna 1936     |
| Ramon S. Castillo (prozatímní)    | 28. srpna 1936     | 18. listopadu 1936 |
| Carlos Saavedra Lamas             | 18. listopadu 1936 | 20. února 1938     |
| Manuel R. Alvarado (prozatímní)   | 20. února 1938     | 20. dubna 1938     |
| José María Cantilo                | 20. dubna 1938     | 29. dubna 1938     |
| Manuel R. Alvarado (prozatímní)   | 29. dubna 1938     | 7. května 1938     |
| José María Cantilo                | 7. května 1938     | 29. listopadu 1938 |
| Manuel R. Alvarado (prozatímní)   | 29. listopadu 1938 | 24. prosince 1938  |
| José María Cantilo                | 24. prosince 1938  | 2. září 1940       |
| Červenceo A. Roca                 | 2. září 1940       | 28. ledna 1941     |
| Guillermo Rothe (prozatímní)      | 28. ledna 1941     | 13. června 1941    |
| Enrique Ruiz Guiñazú              | 13. června 1941    | 4. června 1943     |
| Segundo R. Storni                 | 7. června 1943     | 9. září 1943       |
| Alberto Gilbert                   | 10. září 1943      | 15. února 1944     |
| Benito Sueyro (prozatímní)        | 16. února 1944     | 26. února 1944     |
| Diego I. Mason (prozatímní)       | 26. února 1944     | 2. května 1944     |
| Orlando L. Peluffo                | 2. května 1944     | 15. ledna 1945     |
| César Ameghino                    | 18. ledna 1945     | 9. srpna 1945      |
| Amaro Avalos (prozatímní)         | 9. srpna 1945      | 21. srpna 1945     |
| César Ameghino                    | 21. srpna 1945     | 27. srpna 1945     |
| Juan Isaac Cooke                  | 29. srpna 1945     | 12. září 1945      |
| J. Hortensio Quijano (prozatímní) | 13. září 1945      | 18. září 1945      |
| Juan Isaac Cooke                  | 18. září 1945      | 14. října 1945     |
| Vernengo Lima (prozatímní)        | 14. října 1945     | 17. října 1945     |
| Juan Isaac Cooke                  | 18. října 1945     | 4. června 1946     |
| Juan Atilio Bramuglia             | 4. června 1946     | 26. února 1947     |
| Fidel L. Anadón (prozatímní)      | 26. února 1947     | 6. března 1947     |
| Juan Atilio Bramuglia             | 6. března 1947     | 7. srpna 1947      |
| Fidel L. Anadón (prozatímní)      | 9. srpna 1947      | 9. září 1947       |
| Juan Atilio Bramuglia             | 9. září 1947       | 9. října 1947      |
| Fidel L. Anadón (prozatímní)      | 9. října 1947      | 20. října 1947     |
| Juan Atilio Bramuglia             | 20. října 1947     | 22. března 1948    |
| Fidel L. Anadón (prozatímní)      | 22. března 1948    | 7. května 1948     |
| Juan Atilio Bramuglia             | 7. května 1948     | 13. srpna 1949     |
| Hipólito J. Paz                   | 13. srpna 1949     | 28. června 1951    |
| Jerónimo Remorino                 | 28. června 1951    | 25. srpna 1955     |
| Ildefonso Cavagna Martínez        | 25. srpna 1955     | 22. září 1955      |
| Mario Amadeo                      | 26. září 1955      | 14. listopadu 1955 |
| Luis A. Podestá Costa             | 14. listopadu 1955 | 25. ledna 1957     |
| Alfonso de Laferrere              | 30. ledna 1957     | 13. ledna 1958     |
| Teodoro Hartung (prozatímní)      | 13. ledna 1958     | 29. ledna 1958     |
| Alejandro Ceballos                | 29. ledna 1958     | 30. dubna 1958     |
| Carlos Alberto Florit             | 10. května 1958    | 15. května 1959    |
| Alfredo R. Vítolo (prozatímní)    | 15. května 1959    | 22. května 1959    |
| Diógenes Taboada                  | 22. května 1959    | 27. dubna 1961     |
| Adolfo Mugica                     | 28. dubna 1961     | 29. srpna 1961     |
| Alfredo R. Vítolo (prozatímní)    | 29. srpna 1961     | 12. září 1961      |
| Miguel Angel Cárcano              | 12. září 1961      | 25. března 1962    |
| Roberto Etchepareborda            | 26. března 1962    | 5. dubna 1962      |
| Mariano José Drago                | 5. dubna 1962      | 30. dubna 1962     |
| Bonifacio Del Carril              | 30. dubna 1962     | 5. října 1962      |
| Carlos Manuel Muñiz               | 5. října 1962      | 14. května 1963    |
| Tiburcio Padilla (prozatímní)     | 15. května 1963    | 23. května 1963    |
| Juan Carlos Cordini               | 23. května 1963    | 12. října 1963     |
| Miguel Angel Zavala Ortiz         | 12. října 1963     | 28. června 1966    |
| Juan B. Martín                    | 4. července 1966   | 16. června 1969    |
| Nicanor Costa Mendez              | 16. června 1969    | 18. června 1970    |
| Luis María de Pablo Pardo         | 18. června 1970    | 22. června 1972    |
| Eduardo Francisco Mac Loughlin    | 22. června 1972    | 25. května 1973    |
| Juan Carlos Puig                  | 25. května 1973    | 13. července 1973  |
| Alberto Juan Vignes               | 13. července 1973  | 11. srpna 1975     |
| Angel Federico Robledo            | 11. srpna 1975     | 16. září 1975      |
| Manuel Guillermo Arauz Castex     | 2. října 1975      | 15. ledna 1976     |
| Pedro Juan Arrighi (prozatímní)   | 15. ledna 1976     | 19. ledna 1976     |
| Raúl Alberto Quijano              | 19. ledna 1976     | 24. března 1976    |
| Antonio Vañek (prozatímní)        | 24. března 1976    | 30. března 1976    |
| César Srpnao Guzzetti             | 30. března 1976    | 23. května 1977    |
| Oscar Antonio Montes              | 23. května 1977    | 6. listopadu 1978  |
| Carlos Washington Pastor          | 6. listopadu 1978  | 29. března 1981    |
| Oscar Camilion                    | 29. března 1981    | 11. prosince 1981  |
| Norberto Couto (prozatímní)       | 11. prosince 1981  | 22. prosince 1981  |
| Nicanor Costa Mendez              | 22. prosince 1981  | 30. června 1982    |
| Juan Ramón Aguirre Lanari         | 2. července 1982   | 10. prosince 1983  |
| Dante Caputo                      | 10. prosince 1983  | 26. května 1989    |
| Susana Ruiz Cerutti               | 26. května 1989    | 8. července 1989   |
| Domingo Felipe Cavallo            | 8. července 1989   | 31. ledna 1991     |
| Guido Di Tella                    | 31. ledna 1991     | 10. prosince 1999  |
| Adalberto Rodríguez Giavarini     | 10. prosince 1999  | 23. prosince 2001  |
| José María Vernet                 | 23. prosince 2001  | 3. ledna 2002      |
| Carlos Federico Ruckauf           | 3. ledna 2002      | 25. května 2003    |
| Rafael Bielsa                     | 25. května 2003    | 30. listopadu 2005 |
| Jorge Taiana                      | 1. prosince 2005   | 18. června 2010    |
| Héctor Timerman                   | 22. června 2010    | 9. prosince 2015   |
| Susana Malcorra                   | 10. prosince 2015  | 12. června 2017    |
| Jorge Faurie                      | 12. června 2017    | 10. prosince 2019  |
| Felipe Solá                       | 10. prosince 2019  | 20. září 2021      |
| Santiago Cafiero                  | 20. září 2021      | 10. prosince 2023  |
| Diana Mondino                     | 10. prosince 2023  |                    |